# Leopold Alexander von Wartensleben (1710-1775)
Pour les articles homonymes, voir Leopold Alexander von Wartensleben.
Leopold Alexander, comte von Wartensleben (1er octobre 1710 - 21 septembre 1775, Berlin) est un général prussien.

## Biographie
Il est le fils du generalfeldmarschall Alexander Hermann von Wartensleben.

## Famille
À partir du 24 mars 1734, il est marié à Anne Friederike von Kameke (de) (morte en 1788), fille de Paul Anton von Kameke. Le couple a les enfants suivants :
- Friedrich Wilhelm (mort en 1739).
- Wilhelm Friedrich Heinrich Ferdinand (1740-1776), maréchal de cour, marié le 3 décembre 1762 Sophie von Printzen (1742-1811) (épouse Dietrich von Werder (de) en 1782).
- Elisabeth Amalie Ulrike (1741-1808) mariée avec Hans von Blumenthal (1722-1788), colonel et chambellan
- Luise Anna (mort en 1742)
- Alexander Hermann (mort en 1743)
- Leopold Alexander (1745-1822) marié le 29 octobre 1771 avec Dorothea von der Recke (1753-1825)
- August Heinrich (1748-1805) marié avec :
  - Charlotte Luise von Wakenitz (de) (1756-1831), marié en 1790 avec Adolf Friedrich von Rochow (de) le 26 septembre 1774 (divorcé le 26 août 1786)
  - Eleonore Dorothea Karoline Adolfine von Plessau (1775-1807)
- Anna Amalie Friederike (1749-1818) mariée en 1771 (divorcée en 1778) avec Wilhelm Karl von Dyhrn-Schönau (de) (1749-1813)
- Karl Sophus (né en 1751)
- Ferdinand Moritz (1753-1795), maréchal de justice marié le 9 janvier 1775 avec Andriette Auguste von Kleist (1758-1798)